# Такси FM
«Такси FM» — российская музыкальная радиостанция, начавшая своё вещание 7 июня 2011 г. Формат радиостанции — информационно-музыкальный. Целевая аудитория – слушатели от 25 лет с ядром в возрасте 30 – 49 лет.
«Такси FM» —  вещает в Москве на частоте 96,4 МГц, в Казани на частоте 89,7 FM и других городах России. C 29 января 2013 г. владелец — Михаил Гуцериев.
Эфир радиостанции «Такси FM» начался  с песни Михаила Боярского «Зеленоглазое такси» (мелодия этой песни является позывными радио и активно используется в джинглах). Генеральный слоган радиостанции остается прежним — «Всегда везёт!». Дополнительный слоган — «Хорошая музыка в любое время!»
Вместе с радиостанциями Love Radio, «Радио Дача», «Восток FM», Первое Спортивное радио, «Радио Русский Хит» и «Радио Шансон» входит в состав медиахолдинга Krutoy Media.